# فلوها
شهر فلوهادر ایالت زاکسن در کشور آلمان واقع شده‌است.